# العلاقات السعودية الإرتيرية
العلاقات السعودية الإرتيرية هي العلاقات الثنائية ما بين المملكة العربية السعودية و إرتيريا 

## الحدود
يمتلك البلدين حدود بحرية مشتركة على البحر الأحمر .

## تاريخ
دعمت حكومة المملكة العربية السعودية استقلال إرتيريا عن إثيوبيا و كان من أوائل الدول اللتي إعترفت بالدولة الإرتيرية بعد إستقلالها في 1991 .